# Heinrich-Groß-Hof

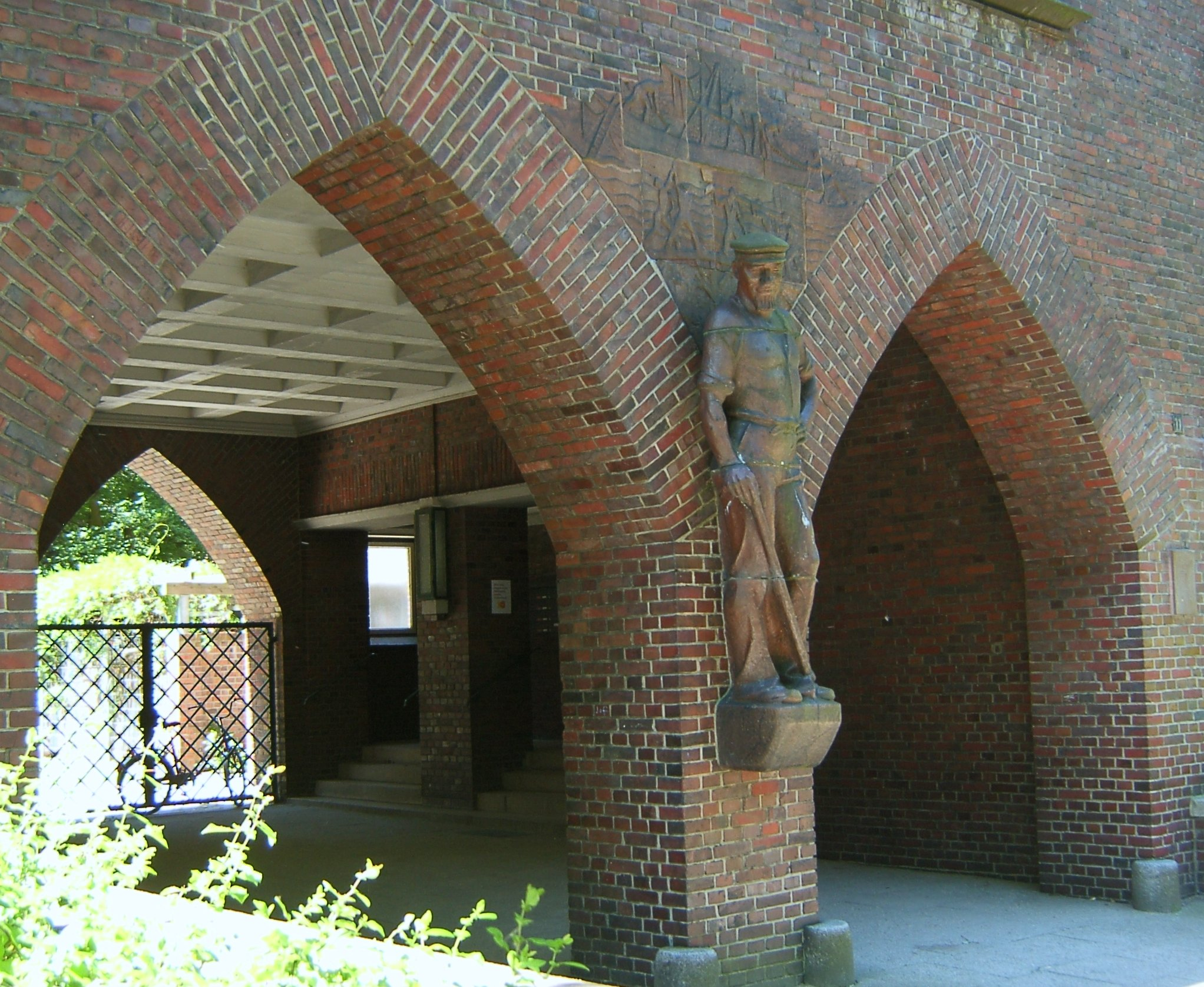
Heinrich-Groß-Hof

Heinrich-Groß-Hof von der Straßenseite Pinelsweg

Der Heinrich-Groß-Hof ist ein denkmalgeschütztes Wohnhausensemble im Hamburger Stadtteil Barmbek-Süd und liegt am Nicolaus-Heinrich-Julius-Weg, Pinelsweg und dem Reyesweg. Es wurde von der Schiffszimmerergenossenschaft im Jahre 1928 erbaut und enthält 128 Wohnungen mit einer Wohnfläche von 30 bis 74 m².
In die Denkmalschutzliste wurde das Gebäudeensemble am 26. November 1985 als Siedlungsbau der 1920er Jahre aufgenommen. Der Denkmalschutz umfasst die Gebäude mit der Eingangshalle zum Pinelsweg, insbesondere die figürlichen Plastiken, unter denen das Bildnis des Schiffszimmermannes und ein Porträtkopf von Heinrich Groß hervorzuheben sind, ferner die Vorgärten mit der Einfassung aus Klinkermäuerchen, die Terrasse mit der Begrenzung durch eine Klinkermauer und Gitter an der Ecke Nicolaus-Heinrich-Julius-Weg/Pinelsweg und die Treppenanlage Ecke Pinelsweg/Reyesweg.

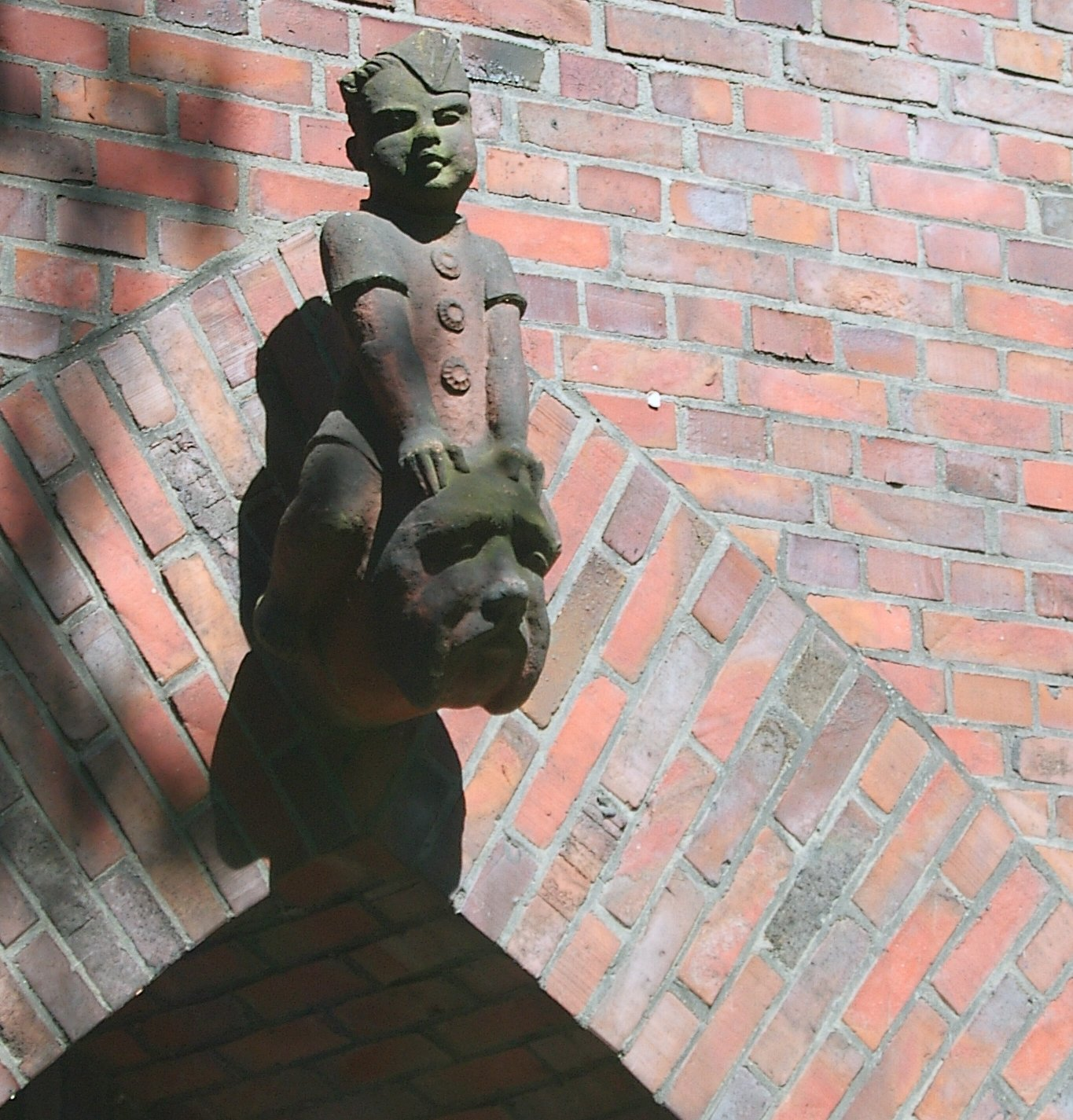
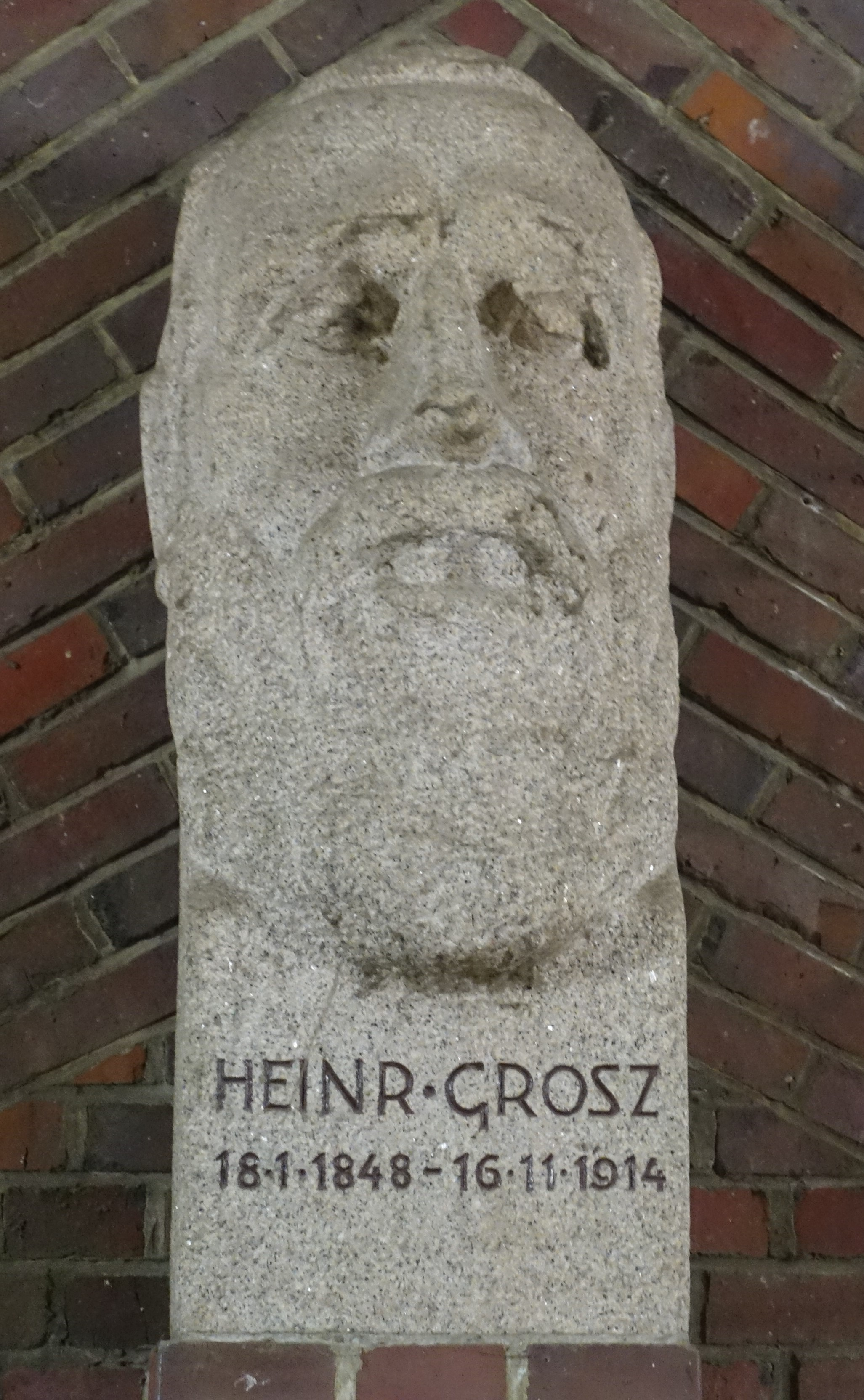